# Michele Ascolese
Michele Ascolese (Salerno, 14 ottobre 1953) è un chitarrista italiano.

## Biografia

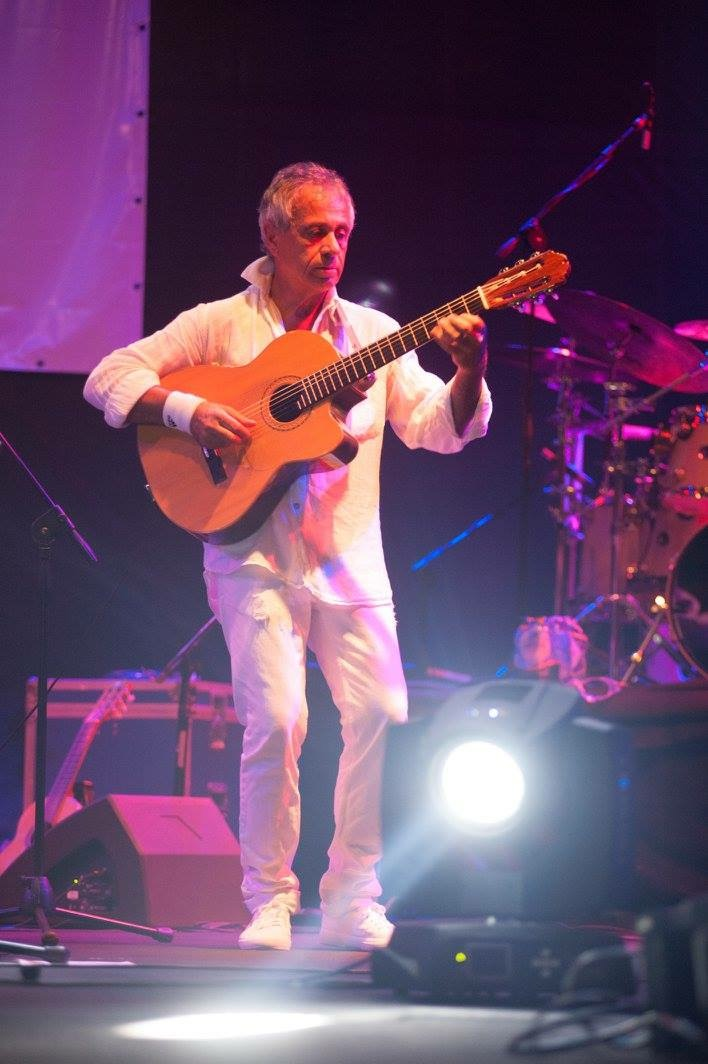
Michele Ascolese - luglio 2017, Parchi della Colombo, Roma

È il marito della cantante Daniela Colace e il fratello del batterista jazz Giampaolo Ascolese.

## Collaborazioni
Ha iniziato la sua attività nel 1985 con Ornella Vanoni, partecipando alla tournée "insieme" con Gino Paoli.
Oltre alla Vanoni e a Paoli, negli anni ha lavorato con Roberto Vecchioni, PFM, Umberto Bindi, Teresa De Sio, Renato Carosone, Eros Ramazzotti, Mario Lavezzi, Sergio Caputo, Bungaro, Flavia Fortunato, Franco Fasano, Edoardo De Angelis, Enrico Rava, Sergio Cammariere o Angelo Branduardi. Nel 1998 partecipa al Tour Cantiere Fonòpoli di Renato Zero.

## Con Fabrizio De André
Dal 1990 al 1999, anno della sua scomparsa, è stato al fianco di Fabrizio De André per la registrazione in studio degli album Le nuvole (1990) e Anime salve (1996) per poi prendere parte alle tournée che sono seguite agli album, compresa l'ultima nel teatri del 1998 Mi innamoravo di tutto.
Nello specifico, ha registrato la chitarra classica nei brani Don Raffaè, La domenica delle salme e La nova gelosia nell'album Le nuvole ed ancora la chitarra classica in Prinçesa e ‘Â cúmba e la chitarra elettrica in Khorakhané nell'album Anime salve.

## Festival di Sanremo 1994
Partecipa al Festival di Sanremo 1994 in qualità di autore "Io e il mio amico Neal", interpretato, tra le nuove proposte, da Daniela Colace, coautrice del brano.

## La carriera solista: Iguazù Project
Oltre alle numerose collaborazioni lavora a progetti di musica originale.
Spicca tra tutti Iguazù Project, un gruppo di musicisti provenienti da diverse estrazioni e Paesi, che propone una musica "meticcia". Il 17 giugno 2011 esce Iguazù Project (Espressioni musicali brasiliane, dal tango-jungle ai ritmi afro-reggae). Le composizioni originali sono il frutto di un viaggio reale ed immaginario attraverso la musica di vari paesi ed etnie, miscelando suoni elettronici e chitarra classica alla ricerca di una convergenza tra impianto ritmico latino, colori mediterranei e digressioni «World Music».

## Il Tour con la PFM "Anniversary"
A quarant’anni dall’uscita di “Fabrizio De André in concerto - Arrangiamenti PFM” e a vent’anni dalla scomparsa di Faber, la PFM è tornata nel 2019 sui palchi di tutta Italia con PFM canta De André – Anniversary, un tour per celebrare il fortunato sodalizio con il cantautore genovese e riproporre una serie di concerti dedicati a quell’evento. Per rinnovare l’abbraccio tra il rock e la poesia, alla scaletta originale sono stati aggiunti anche brani tratti da “La buona novella”. I concerti, da marzo a dicembre 2019, vedono sul palco una formazione spettacolare, con due ospiti d’eccezione: Michele Ascolese alla chitarra e Flavio Premoli alle tastiere.

## Album solisti
- Ondabuena Hotel - 2003
- Iguazù Project (Espressioni musicali brasiliane, dal tango-jungle ai ritmi afro-reggae) - 2011, Casa discografica III Millennio.